# Вооружённые группы 28 февраля
Вооружённые группы 28 февраля (исп. Grupos Armados 28 de Febrero) — испанская (андалусская) леворадикальная организация, созданная в 1980 году с целью достижения национального освобождения Андалусии и создания в ней социалистического общества. Название взяла от даты сорванного референдума о независимости провинции 28 февраля 1980 года.